# 合鰓魚
合鰓魚為輻鰭魚綱合鰓目合鰓魚科的其中一種，分布於墨西哥至阿根廷北部淡水流域，體長可達150公分，棲息在溪流、沼澤、池塘、稻田等混濁水域，會掘洞而居，屬肉食性，可作為食用魚及觀賞魚。